# Графство Хенеберг
Графството Хенеберг (на немски: Grafschaft Henneberg) е франкско графство на Свещената Римска империя от 1096 до 1660 г. между Тюрингер Валд и Майн в днешните Тюрингия, Бавария и Хесен.
Графството се управлява от род Хенеберги, от 1583 г. от Ветините. Хенебергите произлизат от Бабенбергския род Попони.
Първият споменат в документ е граф Годеболд II фон Хенеберг († 1144), който става бургграф на Вюрцбург. Той е син на граф Popo I фон Хенеберг († 1078) и баща на Попо II († 1155/1156), граф на Хенеберг и бургграф на Вюрцбург, и Бертхолд I († 1159), граф на Хенеберг и бургграф на Вюрцбург (1156).
Резиденциите на графството са замък Хенеберг, замък Ботенлаубен, замък Щрауф, Шлойзинген, Ашах, Рьомхилд, замък Хартенбург.
През 1190 г. родът се разделя на линиите Хенеберг, Ботенлаубен и Щрауф и през 1274 г. отново на линиите Хенеберг-Шлойзинген, Хенеберг-Ашах-Рьомхилд и Хенеберг-Хартенберг. Най-могъщата е линията на Шлойзингите с резиденция замък Бертхолдсбург. Хенеберг-Шлойзинген съществува най-дълго до 1583 г.
През 1248 г. графовете на Хенеберг-Щрауф наследяват територии около Зонеберг и Кобург от измрялите по мъжка линия херцозите на Мерания, с които са роднини.
През 1310 г. граф Бертхолд VII от Хенеберг-Шлойзинген, е издигнат на имперски княз. Графството веднага получава титлата покнязено графство Хенеберг.
От 1583 г. графството е към Курфюрство Саксония. След това е в Саксония-Майнинген.